# Heddigere, Kunigal
Heddigere là một làng thuộc tehsil Kunigal, huyện Tumkur, bang Karnataka, Ấn Độ.